# Ensenada Agradable
Ensenada Agradable (en inglés: Cobblers Cove) es una pequeña ensenada que proporciona un anclaje de 1 kilómetro al oeste de la entrada a Godthul, a lo largo de la costa norte de la isla San Pedro del archipiélago de las Georgias del Sur. Se trazó y nombró Agradable Cove por RRS Discovery, personal en 1929, pero ese nombre no se conoce localmente. El South Encuesta Georgia, 1951-1952, informó que esta función se conoce a los balleneros y cazadores de focas como "Skomaker Hullet" (ensenada de zapatero), ya que se ha introducido por primera vez en una espesa niebla por un artillero noruego que una vez había sido un zapatero. Un formulario de Inglés de este nombre ha sido aprobado.